# Hurley (Berkshire)
Hurley is een civil parish in het bestuurlijke gebied Windsor and Maidenhead, in het Engelse graafschap Berkshire.
Aldermaston · Aldworth · Arborfield and Newland · Ashampstead · Barkham · Basildon · Beech Hill · Beedon · Beenham · Binfield · Bisham · Boxford · Bracknell · Bradfield · Bray · Brightwalton · Brimpton · Britwell · Bucklebury · Burghfield · Catmore · Chaddleworth · Charvil · Chieveley · Cold Ash · Colnbrook with Poyle · Combe · Compton · Cookham · Cox Green · Crowthorne · Datchet · Earley · East Garston · East Ilsley · Enborne · Englefield · Eton · Farnborough · Fawley · Finchampstead · Frilsham · Great Shefford · Greenham · Hampstead Norreys · Hamstead Marshall · Hermitage · Holybrook · Horton · Hungerford · Hurley · Inkpen · Kintbury · Lambourn · Leckhampstead · Midgham · Mortimer Common · Newbury · Old Windsor · Padworth · Pangbourne · Peasemore · Purley on Thames · Remenham · Ruscombe · Sandhurst · Shaw-cum-Donnington · Shinfield · Shottesbrooke · Sonning · Speen · St. Nicholas Hurst · Stanford Dingley · Stratfield Mortimer · Streatley · Sulhamstead · Sunningdale · Sunninghill and Ascot · Swallowfield · Thatcham · Theale · Tidmarsh with Sulham‎ · Tilehurst · Twyford · Ufton Nervet · Waltham St. Lawrence · Warfield · Wargrave · Wasing · Welford · West Ilsley · West Woodhay · Wexham Court · White Waltham · Winkfield · Winnersh · Winterbourne · Wokefield · Wokingham · Wokingham Without · Woodley · Woolhampton · Wraysbury · Yattendon